# Palača Kadriorg
Palača Kadriorg (est: Kadrioru loss, njem.: Schloss Katharinental)  barokna je palača iz 18. stoljeća u Kadriorgu u blizini Tallinna. I estonski i njemački naziv za ovu palaču znači "Katarinina dolina". Gradnja je trajala od 1718.  do 1725. prema nacrtima talijanskoga arhitekta Nicole Michettija pod vodstvom Gaetana Chiaverija i Mihaila Zemtsova. Danas je u palači smješten Muzej umjetnosti Kadriorg, ogranak Muzeja umjetnosti Estonije, sa zbirkom stranih autora od 16. do 20. stoljeća. U blizini palače u parku Kadriorg nalazi se zgrada ogranka muzeja "KUMU" u kojemu je smještena zbirka estonske umjetnosti od 18. stoljeća do danas.

## Povijest
Nakon uspješne opsade Revala (Tallinna) 1710. tijekom Velikoga sjevernog rata, ruski car Petar Veliki kupio je za svoju suprugu Katarinu mali dvorac u Laksbergu (est. Lasnamäe). Nedugo nakon kupnje car je angažirao arhitekte za izgradnju veće palače na tom području. Sama izgradnja nove palače u današnjem Kadriorgu započela je 25. srpnja 1718., a glavna zgrada dovršena je 1725. godine. Petar Veliki i Katarina posjetili su nedovršenu rezidenciju u nekoliko navrata, ali nakon njegove smrti 1725. Katarina nije pokazala ikakav interes za ovo imanje na moru, te je izričito odbila ikada uči u ovaj objekt. Danas je očuvana velika dvorana s Katarininim inicijalima i raskošnim dekorom od štukature (koji se pripisuje Heinrichu von Bergenu), no mnogi drugi interijeri s vremenom su izmijenjeni.
Okoliš je osmislio krajobrazni umjetnik Ilja Surmin koji je osmislio i cvjetnjak s dvije fontane i tzv. vrt fatamorgane na nekoliko razina. Raspored parka ima sličnosti s palačom Petra Velikog u Strelni.
Nakon smrti Petra Velikog, palača nije privukla posebni interes ruske kraljevske obitelji te je s vremenom propadala. Sporadično su ju posjećivale carice Elizabeta i Katarina Velika. Godine 1828. - 1830. izvršeni su opsežni restauratorski radovi na palači i okolišu. Između 1741. i 1917. u palači je boravio civilni guverner Estonske gubernije.
Nakon što je Estonija postala neovisnom državom 1918. godine, palača je postala državno vlasništvo. U jednom od krila palače jedno je vrijeme u bio smješten atelje kipara Augusta Weizenberga, a palača je korištena za umjetničke izložbe. Između 1921. i 1928. u njoj je bilo smješteno ono što će se kasnije razviti u Muzej umjetnosti Estonije. Godine 1929. tijekom državnoga posjeta švedskog kralja Gustafa V., palača je pretvorena u ljetnu rezidenciju poglavara Estonije. Godine 1934. palača je postala službena rezidencija tadašnjega šefa države Konstantina Pätsa koji je započeo opsežne i kontroverzne restauratorske radove s ciljem transformacije parka i palače u svoje privatno vlasništvo. U to doba otvorena je nova knjižnica u složenome "danziško-baroknome" stilu koju je osmislio arhitekt Olev Siinmaa 1939.
Godine 1921. palača je postala glavnim sjedištem Muzeja umjetnosti Estonije. Muzej je 1929. ponovno premješten na privremene lokacije od dok se palača pretvarala u službenu rezidenciju estonskoga šefa države. Tijekom njemačke okupacije Estonije Drugom svjetskom ratu palača je bila rezidencijom civilnoga guvernera okupirane EstonijeKarl-Siegmunda Litzmanna. Nakon 1944. godine, tijekom sovjetske okupacije Estonije, palača je ponovno postala glavnim sjedištem Muzeja umjetnosti Estonije, premda su zgrade bile zapuštene i do obnove estonske neovisnosti 1991. godine potpuno oronule. Radovi na obnovi uz potporu švedske vlade započeli su 1991., a palača je ponovno otvorena za javnost 2000. Također je odlučeno da će se u blizini izgraditi nova zgrada za odjel muzeja posvećen estonskoj umjetnosti.
Obnovljena palača ponovno je otvorena u ljeto 2000. godine, ali više ne služi kao glavna zgrada muzeja, već kao podružnica muzejske zbirke međunarodne umjetnosti. U muzeju su izložene slike Bartholomeusa van der Helsta, Gillisa van Valckenborcha ("Spaljivanje Troje"), Jacoba Jordaensa ("Sveta obitelj"), Lamberta de Hondta starijeg, Adriaena Cornelisza Beeldemakera ("Lovac na konju"), Marije Dorothee Wagner, Julie Wilhelmine Hagen-Schwarz, Bernarda Strozzija, Pietra Liberija, Antona Graffa, Angelice Kauffman, Francesca Fontebassao, Cornelisa Schuta, Mikhaila Clodta i Ilje Repina ("Vojnikova priča").

## Galerija slika
- prednje pročelje
- stražnje pročelje
- unutrašnjost
- palača zimi
- vrtovi palače
- Posejdonova fontana

## Vanjske poveznice
- Palača Kadriorg, virtualni tour, pristupljeno 30. travnja 2025.